# Asar-i Sevket-klassen
Asar-i Sevket-klassen omfattede to små tyrkiske panserskibe, bygget i Frankrig. Skibene var bestilt af den ægyptiske khedive (vicekonge) Ismail til den ægyptiske flåde, men landets økonomiske formåen rakte ikke til købet, så i stedet blev kontrakten overtaget af det osmanniske rige (nutidens Tyrkiet), der var i fuld gang med at udbygge sin flåde.

## Konstruktionen
De to skibe i klassen var bygget af jern, men konstruktionen var spinkel. I lighed med de noget større franske panserskibe af Alma-klassen, der blev bygget i samme periode, havde de en kombination af kanoner i åben kanonstilling ("barbette") og på et traditionelt kanondæk.

## Skibene
| Navn          | Værft  | Kølen lagt | Søsat | Indgået | Skæbne      |
| ------------- | ------ | ---------- | ----- | ------- | ----------- |
| Asar-i Sevket | Toulon | 1867       | 1868  | 1869    | Udgået 1910 |
| Necm-i Sevket | Toulon | 1867       | 1868  | 1869    | Udgået 1913 |

### Asar-i Sevket
Bygget på værftet Forges et Chantieres, Graville i La Seyne ved Toulon i Frankrig. Var på værft i 1892 og fik blandt andet flere lette kanoner. Udgået og ophugget i 1910.

### Necm-i Sevket
Bygget på værftet Forges et Chantieres, Graville i La Seyne ved Toulon i Frankrig. Var på værft i 1892 og fik blandt andet flere lette kanoner. Udgået i 1913. Lå derefter som skrog til det blev ophugget i 1929.